# 山家藩
山家藩（やまがはん）は、丹波国何鹿郡山家周辺を領有した藩。藩庁は山家陣屋（現在の京都府綾部市広瀬町）。藩主家の谷家は公家の園家を通して皇室との縁が深く、現皇室にも谷家の血が入っている。

## 概要
藩祖・谷衛友は織田信長・豊臣秀吉に仕え、丹波国山家にて1万6000石を領した。
慶長5年（1600年）の関ヶ原の戦いの際、衛友は西軍に属して小野木重勝らと行動を共にし、東軍に与した細川藤孝（細川幽斎）の丹後国田辺城を包囲する。しかし、西軍に属したのは本意でなかったため、歌道の師匠でもあった藤孝に内々に通じており、そのため戦後は徳川家康から所領を安堵されている。
山家藩は、明治時代まで谷家13代の支配が続いた。
しかし2代衛政の代に、弟の衛冬に1,500石（梅迫谷家）、甥の衛之に2,500石（上杉谷家）、衛清に2,000石（十倉谷家）を徳川将軍家に直属する旗本家として分知したため、以後、藩の石高は1万石となった。
山家は山地が多く、稲作に適していなかったため、林業や特産品である黒谷和紙が藩財政を支えた。
明治維新期の動乱においては、いち早く官軍方に恭順を示した。明治4年（1871年）、廃藩置県により山家県となり、京都府に編入された。明治2年（1869年）藩主家は華族に列し、明治17年（1884年）に子爵となった。

## 歴代藩主
谷家
外様、1万6000石→1万石
1. 衛友
2. 衛政
3. 衛広
4. 衛憑
5. 衛衝
6. 衛将
7. 衛秀
8. 衛量
9. 衛萬
10. 衛弥
11. 衛昉
12. 衛弼
13. 衛滋

## 幕末の領地
- 丹波国
  - 何鹿郡のうち - 44村